# David Janeway
David Janeway (* 1955 in Rochester, New York) ist ein US-amerikanischer Jazz-Pianist, Komponist und Arrangeur.
David Janeway wuchs in Detroit auf und begann im Alter von sechs Jahren mit dem Klavierspiel. Beeinflusst u. a. von Marcus Belgrave, Bill Evans und Denny Zeitlin kam er 1978 nach New York City, wo er bei Albert Dailey studierte und daneben mit verschiedenen Jazz- und Latin-Formationen arbeitete. Janeway spielte außerdem mit Art Farmer, The Supremes, Michal Urbaniak, David Fathead Newman, Junior Cook, Tom Harrell, Danny Gottlieb, Dakota Staton und Benny Golson. 1986 entstand sein Debütalbum Entry Point (New Directions), an dem Bob Berg, Marcus Belgrave und Steve Berrios mitwirkten. Mit Sonny Fortune, Billy Hart und Valery Ponomarev nahm er 1991 das Album Inside Out für Timeless Records auf. Im Trio mit Harvie Swartz und Steve Davis folgte das Album Excursion. 

Janeway erinnert stilistisch an McCoy Tyner. Er ist nicht zu verwechseln mit dem gleichnamigen US-amerikanischen Schauspieler (Straße der Versuchung).